# St. Dionysius (Bachra)

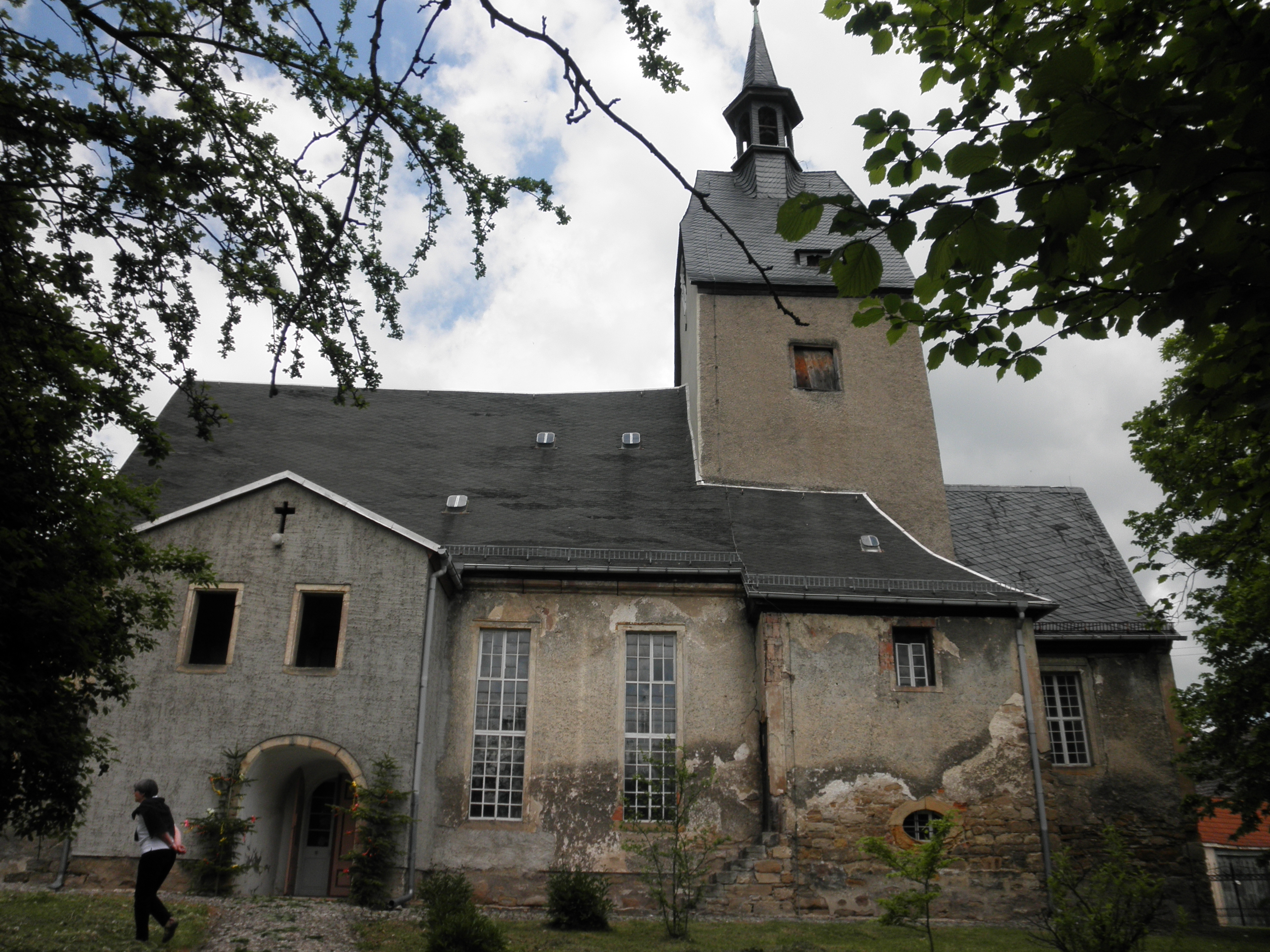
St. Dionysius

Die Kirche St. Dionysius steht in der Bachstraße 75 in Bachra, einem Ortsteil der Stadt Rastenberg im Nordosten des Landkreises Sömmerda im Norden von Thüringen. Schutzpatron ist Dionysius von Alexandria.

## Kirchengemeinde
Die Kirche gehört zum Pfarrbereich Kölleda-Ostramondra im Kirchenkreis Eisleben-Sömmerda der Evangelischen Kirche in Mitteldeutschland.

## Geschichte
Die ältesten Teile der Kirche sind nach der Reformation im Jahre 1539 entstanden. Ein Umbau mit Wiedereinweihung wurde 1830 abgeschlossen.

## Baubeschreibung
Die Saalkirche besteht aus Teilen unterschiedlichen Alters. Die Sakristei an der Südostecke wurde vermutlich 1539 erbaut und gehörte zu einer Feldsteinkirche. Das mit einem Satteldach bedeckte Kirchenschiff hatte ursprünglich im Osten einen Dachturm. Er trägt ein Krüppelwalmdach mit einer sechseckigen, mit einem spitzen Zeltdach bekrönten Haube. In ihm hängt eine Bronzeglocke, die Heinrich Ziegeler aus Erfurt 1509 goss. Durch den später erbauten, eingezogenen, längsrechteckigen Chor wirkt der Kirchturm eher wie ein Vierungsturm, obwohl kein Querschiff vorhanden ist. Die Südseite des Langhauses enthält einen Risalit, in dem sich das Portal befindet. Im Kirchenschiff befindet sich der Aufgang zur südlichen Empore. Die dreiseitigen, zweigeschossigen Emporen stammen aus der Entstehungszeit des Langhauses.

## Ausstattung
In den Kanzelaltar im Chor wurde ein älterer, schon um 1700 entstandener Kanzelkorb eingesetzt. Im Chor befinden sich vier Epitaphien für Angehörige der Patronatsfamilie von Werthern aus dunklem Marmor aus dem 4. Viertel des 17. Jahrhunderts.
Die Orgel wurde im Jahr 1861 von Conrad Geißler gebaut und von 1990 bis 1992 grundlegend repariert. Bis zu 19 Register erklingen beim Spiel auf zwei verfügbaren Manualen und Pedal.